# Shane Kinsman
Pour les articles homonymes, voir Kinsman.
Shane Kinsman (né le 13 novembre 1997) est un acteur américain qui joue souvent avec son frère jumeau Brent. Il a joué le rôle de Kyle Baker en 2003 dans Treize à la douzaine ainsi que dans la suite du film en 2005. Il joue le rôle de Porter Scavo durant 4 ans dans la série télévisée populaire Desperate Housewives (il fut remplacé par Charlie Carver)

## Filmographie
- 2003 : Treize à la douzaine - Kyle Baker
- 2004 - 2008 : Desperate Housewives - Porter Scavo
- 2004 : The Wayne Brady Show (1 épisode)
- 2005 : The Tonight Show with Jay Leno (1 épisode)
- 2005 : Treize à la douzaine 2 - Kyle Baker
- 2008 : Urgences - Larry Weddington (Le livre d'Abby)